# Hylior
Hylior (Hyliidae) är en nyligen urskild familj av ordningen tättingar. Den består enbart av de två mycket små afrikanska arterna grön hylia (Hylia prasina) och meshylia (Pholidornis rushiae). Arterna har länge, tillsammans och var för sig, vållat taxonomer huvudbry. Sentida genetiska studier visar dock att de dels är varandras närmaste släktingar och tillhör en egen utvecklingslinje, dels att de är närmast släkt med cettior, stjärtmesar och lövsångare. De placeras därför numera i en egen familj, Hyliidae.